# 短梗长萼越桔
短梗长萼越桔（学名：Vaccinium craspedotum var. brevipes）为杜鹃花科越桔属下的一个变种。

## 扩展阅读
- 維基物種上的相關：短梗长萼越桔